# 모래탑~너무 잘 아는 이웃
《모래탑~너무 잘 아는 이웃》은 TBS 〈금요드라마〉 시간대에 2016년 10월 14일부터 방송 중인 일본의 텔레비전 드라마이다. 칸노 미호가 주연을 맡았다.

## 등장인물
- 타카노 아키 - 칸노 미호
- 사사키 유미코 - 마츠시마 나나코

| TBS 금요드라마      | TBS 금요드라마           | TBS 금요드라마 |
| 이전 작품           | 작품명                   | 다음 작품      |
| ------------------- | ------------------------ | -------------- |
| 신의 혀를 가진 남자 | 모래탑~너무 잘 아는 이웃 | 하극상 수험    |